# Массовое отравление метанолом в России (2023)
Массовое отравление метанолом в России произошло с 3 по 5 июня 2023 года в результате потребления жителями нескольких регионов Российской Федерации алкогольной продукции под маркой «Мистер Сидр» с опасными уровнями метилового спирта и эфиров масляной кислоты. В результате отравления с 3 июня к 20 сентября скончалось 47 человек, всего, по официальным данным, пострадало не менее 106 человек.

## Предыстория
Алкогольные напитки под маркой «Мистер Сидр» производились предприятием ООО «Анди» на частном пивоваренном заводе «Варка» в селе Винтай Самарской области. Владельцем ООО «Анди» является предприниматель азербайджанского происхождения Анар Гусейнов. Помимо продукции «Мистер Сидр» и аналогичной продукции «Лето Сидр», производителем выпускался лимонад марки «AnDi». Ранее утверждавшаяся информация о нахождении в числе продукции пива «Нехило» не соответствует действительности, поскольку производитель пива под данным названием имеет производство в одном здании с производством ООО «Анди», но не имеет к последнему отношения.
В 2022 году Анар Гусейнов был оштрафован Арбитражным судом Самарской области на сумму в 10 тысяч рублей за оборот алкогольной продукции без должной документации, подтверждающей его легальность (сертификатов соответствия, накладных, справок к товарно-транспортным накладным по каждому наименованию продукции); в ходе вынесения судом решения, судьёй Татьяной Матюхиной штраф был заменён на предупреждение.

## Отравление
Первые случаи отравления продукцией «Мистер Сидр» были зафиксированы 3 и 4 июня в городе Димитровграде Ульяновской области. К утру 5 июня шестеро пострадавших скончались в реанимации городской больницы Димитровграда. Алкогольная продукция была приобретена ими в местных разливных магазинах.
В дальнейшем на протяжении 5 июня были зафиксированы жертвы в Самарской области, Нижегородской области и Удмуртии.
6 июня стало известно о трёх жительницах Пензенской области, отравившихся после употребления алкогольной продукции «Мистер Сидр». Также был зафиксирован случай отравления в Чувашии. К полудню число жертв достигло 28 человек, более 50 пострадало. К вечеру число погибших достигло 29, всего было сообщено о более 90 случаев отравления.
7 июня в Курганской области стало известно об отравлении двух несовершеннолетних жительниц города Шумиха, которые приобрели продукцию «Мистер Сидр» 4 июня.
К 8 июня Минздрав РФ оценивал общее число пострадавших в 101 человека и общее число погибших — в 31. К 11 июня были зафиксированы три новых случая смерти от отравления «Мистером Сидром» в Самарской, Нижегородской и Курганской областях.

## Реакция
5 июня Росалкогольтабакконтроль заблокировало отгрузку и поставку продукции ООО «Анди» в России и поручило изъять из продажи напитки «Мистер Сидр». Следственными комитетами Ульяновской и Самарской областей были возбуждены уголовные дела по статье 238 УК РФ «Производство, хранение, перевозка либо сбыт товаров и продукции, выполнение работ или оказание услуг, не отвечающих требованиям безопасности», впоследствии эти дела были переданы в ведение Главного следственного управления Следственного комитета Российской Федерации. Роспотребнадзором были организованы рейды по изъятию из продажи заблокированной продукции в регионах страны. На 6 июня в регионах Поволжья было изъято 23,2 тысячи литров «Мистера Сидра»: в Пензенской области изъяли свыше 1700 литров, в Удмуртии 14 тысяч литров, в Мордовии — более 250 литров. В Челябинской области в этот же день на складах у шести частных предпринимателей было выявлено около 1000 бутылок заблокированной продукции. Также продукция была найдена на оптовых складах Владимира и Мурома.
К 19 часам по Московскому времени было изъято 37,6 тысячи литров «Мистера Сидра», продукция была найдена на территории Курганской области, Республики Крым, Рязанской области, Республики Марий Эл и Пермского края. Позднее «Мистер Сидр» был найден на территории Волгоградской области. К 7 июня в Астраханской области было изъято около 25 тысяч литров продукции.
Учредители ООО «Анди» Анар Гусейнов, Антон Фролов, Рамиль Асланов, а также главный бухгалтер Полина Ускова были задержаны по делу об отравлении напитками «Мистер Сидр». По решению суда Анар Гусейнов был арестован сроком на два месяца; мера пресечения обосновывалась тем, что предприниматель, согласно показаниям свидетелей, отдавал указания по уничтожению продукции и этикеток, вследствие чего мог заниматься сокрытием фактов при нахождении на свободе.
Проведённая экспертиза ЭКЦ УМВД по Ульяновской области обнаружила в продукции наличие примесей метанола, метилбутирата и этилбутирата в опасной дозировке. Несмотря на широкое использование таких сложных эфиров, как метилбутират и этилбутират, в бытовой, пищевой и фармацевтической промышленности, превышение безопасного количества этих веществ может привести к передозировке, ставящей под угрозу жизнь и здоровье человека. В дальнейшем медицинская экспертиза подтвердила наличие метанола в крови у всех пострадавших. Согласно данным следствия, ёмкости с метанолсодержащей жидкостью объёмом в 6 тонн были украдены со склада МВД в Самарской области, в котором они хранились как вещественные доказательства после изъятия в 2012 году, Дмитрием Егоровым и его отцом Алексеем Егоровым при содействии охраняющего склад сержанта полиции Ивана Гребенкина. В течение трёх недель в дни своих дежурств полицейский шесть раз пропускал «Газель» на территорию охраняемого объекта, а его сообщники Егоровы насосом перекачивали жидкость из хранилищ в пустые ёмкости и вывозили их. Егоровы продали метанол Артёму Айрапетяну, который занимался нелегальными поставками спирта Гусейнову. Министром внутренних дел России Владимиром Колокольцевым были уволены заместитель начальника ГУ МВД по Самарской области генерал-майор Юрий Сафронов, а также начальник «Центра хозяйственного и сервисного обеспечения ГУ МВД России по Самарской области», за которым был закреплён склад, полковник Александр Ремнёв.
По сообщению ТАСС со ссылкой на источник в службе Росалкогольрегулирования, «выявленная в настоящее время продукция была без маркировки, она также не была зафиксирована в системе ЕГАИС, то есть находилась в нелегальном обороте».
Национальная Ассоциация производителей традиционного сидра, объединяющая российских производителей сидра, выступила с заявлением, согласно которому алкогольный напиток «Мистер Сидр» не может считаться сидром ввиду того, что при изготовлении последнего исключено использование спирта. Более того, на основании опубликованных после случаев отравления фотографий с места производства «Мистера Сидра» члены НАПТС указали на то, что завод-производитель не обладал оборудованием для брожения.
На фоне массового отравления организаторы фестиваля сидра «I Love Cider 2023» приняли решение о переносе мероприятия на более поздний срок. В качестве причин были названы негативный информационный фон, наносящий ущерб репутации традиционного сидра, а также рекомендации со стороны властей.
Массовое отравление продукцией «Мистер Сидр» вызвало ряд предложений со стороны российских законодателей и представителей общественных советов при государственных органах об отмене моратория на проведение проверок, введённого в марте 2022 года, для производителей продуктов питания и питья. 6 июня Минпромторг РФ заявил о подготовке законопроекта, вводящего государственное регулирование производства и оборота метилового спирта.

Член Общественной палаты России и глава Национального антикоррупционного комитета Кирилл Кабанов называет произошедшее терактом: 
Рынок незаконного изготовления и оборота «палёного» алкоголя уже давно находится под контролем азербайджанских торгово-криминальных диаспор. Заработок на намеренной продаже россиянам отравы является составной частью их бизнеса. И страшная история с отравленным «Мистером Сидром», который разошёлся по всей стране и убивает людей, — не исключение. Представьте, скольких наших людей этот «предприниматель» убил за всё время своей деятельности? И это бизнес такой? По мне, так чистой воды террористический акт.

## Последствия
29 февраля 2024 года суд Советского района Самары назначил бывшему полицейскому Гребенкину три с половиной года лишения свободы в колонии общего режима. Алексей Егоров получил три года и три месяца исправительной колонии общего режима, его сын Дмитрий Егоров — три с половиной года в исправительной колонии строгого режима. Следствие в отношении Гусейнова и Айрапетяна было выделено в отдельное производство.

## Мнения и оценки
По мнению владельца пивоварни Дениса Сальникова, производители «Мистера Сидра» думали только о прибыли и обманывали покупателей, продавая смесь химии и метилового спирта.
Они производят некое подобие – фальсификат, подделку. Ничего общего с сидром, пивом или пивным напитком, как у них было написано на этикетке, это не имеет. Это вода плюс спирт и ароматизатор. Чтобы сделать такой напиток, достаточно одного часа.
Это и удешевление, и ускорение процесса, потому что такая продукция на рынке стоит копейки. Метиловый спирт на вкус не отличишь.
Независимый эксперт алкогольного рынка, член президиума «Опоры России» Алексей Небольсин отмечает, что отравление сидром или пивом как продуктами брожения невозможно. По его мнению, данный коктейль выдали за пивной напиток для того, чтобы сэкономить на акцизе:
Сидром, который сделан добросовестным предпринимателем, люди не травятся. Сидр – это напиток брожения. А в этом случае речь о сидре даже не идет. На кегах написано, что это пивной напиток, который делается по другому ГОСТу.
В составе должны быть яблочный концентрат, вода. А тут явно был еще и спирт – не этиловый, а метиловый. По факту – слабоалкогольный коктейль.
Люди отравились не сидром и не пивным напитком, а поддельным слабоалкогольным коктейлем, который впустился в оборот как пивной напиток — яблочный. В 99% случаев подделывают именно пивные напитки. Пивной напиток назывался «Мистер сидр». Поэтому тут же распространили новость, что люди отравились сидром.
Руководитель Центра разработки национальной алкогольной политики Павел Шапкин отмечает, что настоящий сидр делают только в августе-сентябре, из свежих яблок.
Это напиток, который не будет стоить дешевле 300 рублей за бутылку. А что у нас называется сидром — это концентрат.
По словам Шапкина, в России уже несколько лет ведётся спор о том, что нужно вводить денатурацию метанола (это означает, что весь метиловый спирт еще на производстве должны подкрашивать и добавлять сильно пахнущие вещества, чтобы никто не мог перепутать эти жидкости). Но обсуждения привели только к тому, что был принят закон, предусматривающий до 10 лет тюрьмы за незаконный оборот метанола.
Небольшие производители, к сожалению, почти ничем не рискуют. Есть мораторий на проверки, редко возбуждаются дела, если не дошло до вреда здоровью.
Вместо естественного брожения просто добавлялся спирт. Левый. Потому что закупки легального спирта для производства такого рода продукции не предусмотрены законодательством. У нас нет лицензирования и даже не предусмотрено введение лицензирования розничных продаж сидра. То есть его может кто попало и из чего попало продавать, пойди там проконтролируй... Особенно в условиях моратория на проверки, который сейчас установлен.

Как сообщил «Ведомостям» председатель Национальной ассоциации производителей традиционного сидра Александр Казаков, бренд «Мистер сидр» зарегистрирован, но его состав не имеет к сидру никакого отношения. Потребители в Ульяновской области пострадали от некоего суррогата, состоящего из воды, сахара, ароматизатора и спирта. 
Там вообще ничего не было от яблока, даже восстановленного яблочного сока.
По словам директора пермской сидродельни «Скотный двор» Романа Щукина напиток, который изготовляла самарская фирма «Анди»
Это алкогольный коктейль, который выпускали самарские горе-коммерсанты под названием «сидр». Я, когда посмотрел оперативные съёмки с их места производства, то не увидел даже емкости для брожения. Они просто делали алкогольный коктейль: брали сок либо его концентрат, добавляли воду и спирт. И на выходе получали суррогат. Мы также изучили этикетку этого напитка «Мистер Сидр»: на ней указан состав, вообще далекий от сидра. В нём даже не заявлен яблочный сок. И написано, что это пивной напиток.
Как отмечает журналист и обозреватель Максим Соколов,
Собственно сидр — а не «Мистер Сидр» — вообще не нуждается в добавках спирта. Сидр получают из яблочного сока на основе естественного брожения. Самарская артель производила шмурдяк, к сидру вообще отношения не имеющий, а попутно ещё и придавала ему градус (небольшой, порядка 5%) путем добавки древесного спирта.
На фанатиков-террористов два толстых и красивых парниши, армянин и азербайджанец, возглавлявшие образцовую фирму, не очень походили. Скорее тут была убежденность, что всё схвачено, за всё заплачено и им сойдет с рук даже массовое межрегиональное отравление. Безответственность, граничащая с дебилизмом. Что-то вроде чеховского «Злоумышленника», но только в неизмеримо большем масштабе и с неизмеримо более тяжкими — и уже свершившимися — последствиями».